# Jali (architectuur)

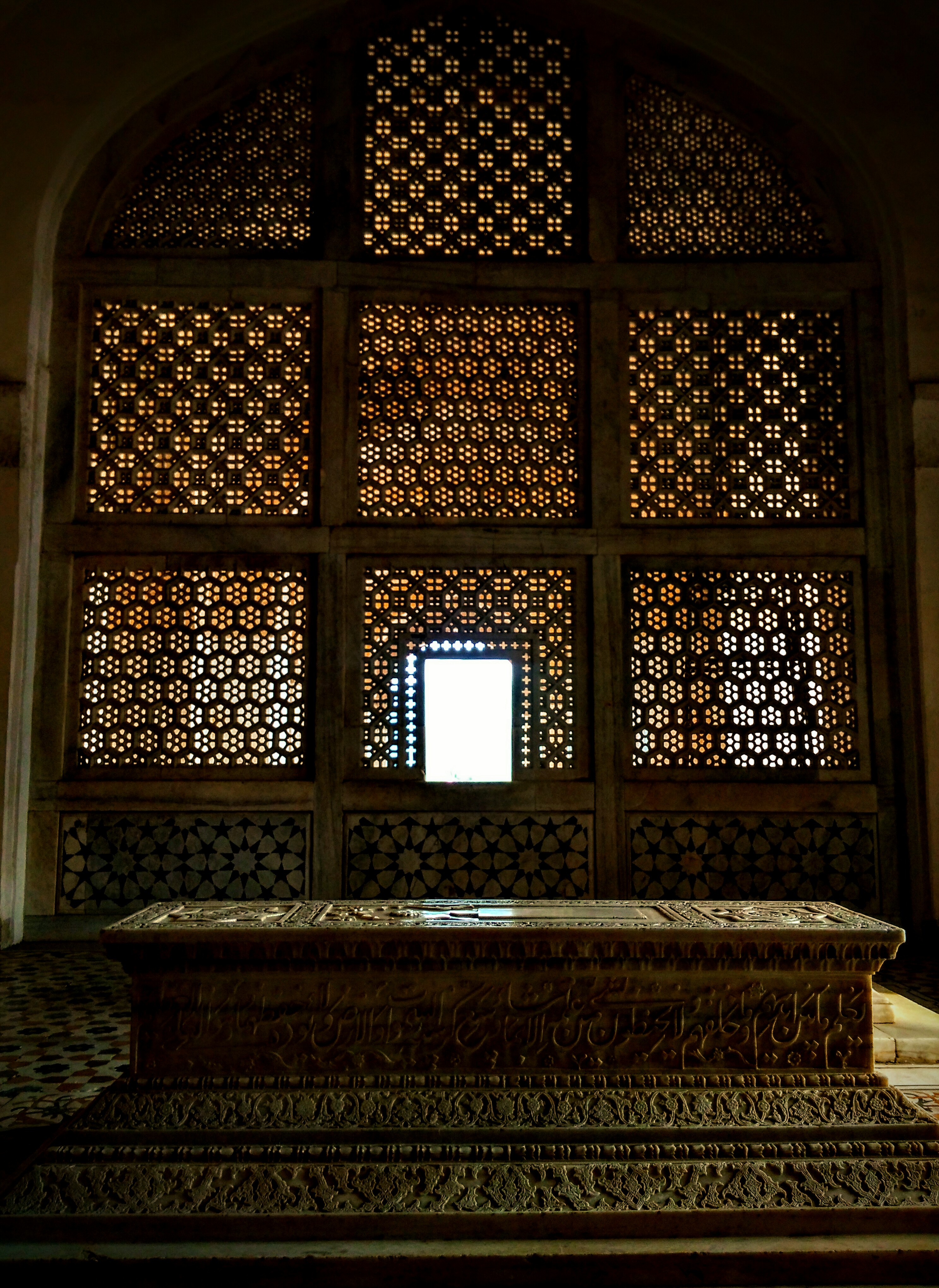
Het graf van Mogolkeizer Akbar in diens mausoleum in Sikandra (Uttar Pradesh). De voor de eenvoudige grafkamer geplaatste jali's zorgen voor een opvallend spel van licht en schaduw, dat een mystieke sfeer schept.

Een jali (van Sanskriet jāla, "net, rooster") is in de Indiase architectuur een bouwelement dat als een rooster voor een raam of andere opening geplaatst wordt. Jali's kunnen dienen als raamblinden, borstweringen of scheidingswanden. Ze hebben een vergelijkbare functie als de maaswerken in de Gotische bouwstijl. Het rooster van een jali heeft meestal de vorm van geometrische patronen of bloemmotieven. Jali's worden meestal uit natuursteen (zandsteen, marmer) of hout gemaakt, in sommige gevallen ook uit cement of baksteen.

## Functie en vervaardiging
Jali's zijn te vinden tot in de vroegst bewaard gebleven tempels van India, uit de zogenaamde klassieke periode in de eerste eeuwen na Christus. In deze tempels dienden ze om het heiligdom af te zonderen van het openbare leven, en door het spel van licht en schaduwen binnenin de tempel een mystieke sfeer te scheppen. De islamitische elite in het noordwesten van het subcontinent nam vanaf de aankomst van de islam in de 11e eeuw de inheemse bouwstijl en motieven over. In islamitische moskeeën en andere heiligdommen dienen jali's eenzelfde doel.

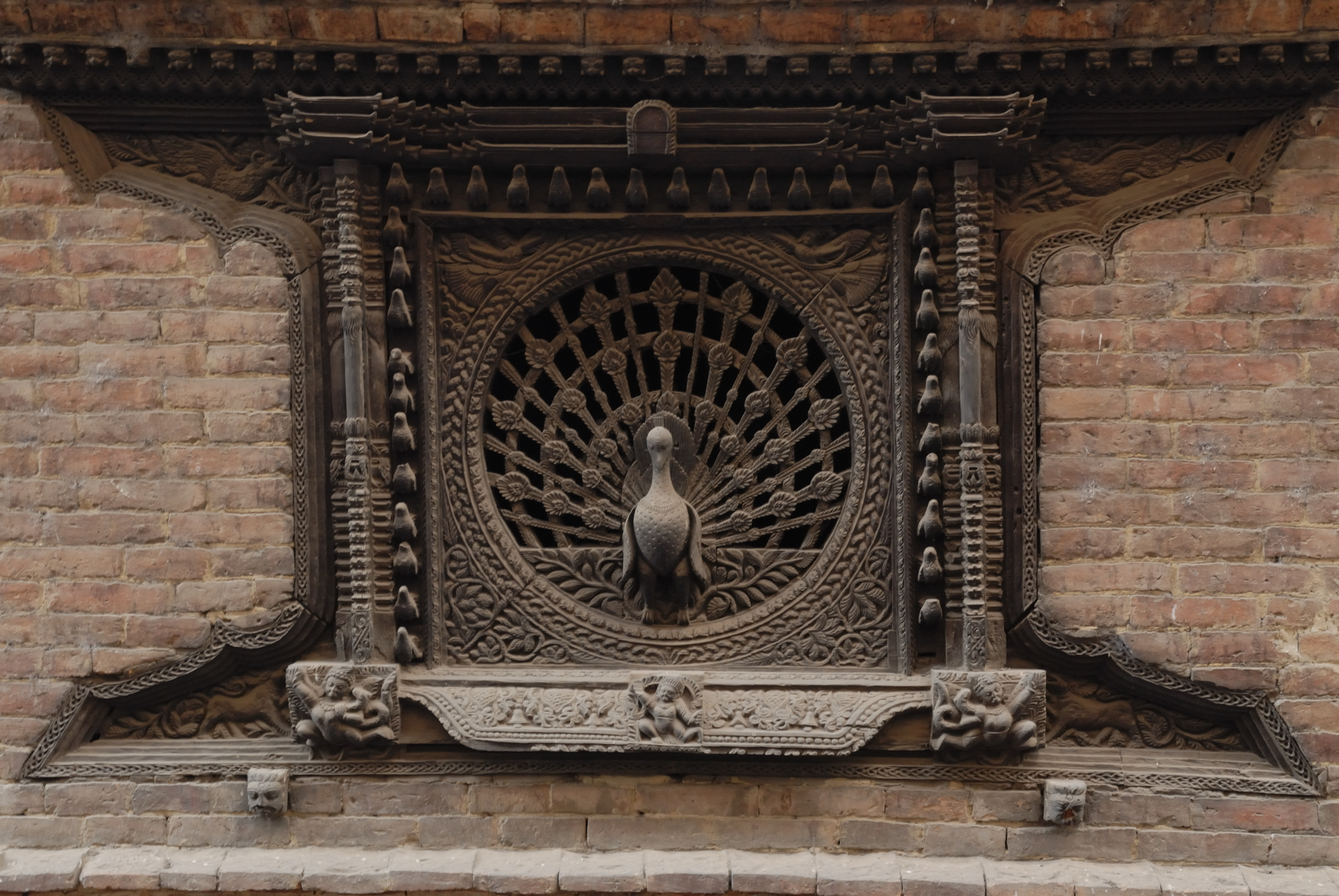
Het 16e-eeuwse pauwenraam in het gebouw Pujari Math in Bhaktapur (Nepal). Het raam wordt afgedekt door een houtgesneden jali met een opvallend motief in de vorm van een pauw, dat in de Newari-architectuur van de Kathmanduvallei veel navolging heeft gekregen.

Zowel het hindoeïstische als islamitische deel van de Indische bovenklasse woonde traditioneel in huizen waarin een afgescheiden deel voorkomt waar de vrouwen leven, dat "zenana" genoemd wordt. De zenana is te vergelijken met de harem in de traditionele Arabische en Turkse samenlevingen. De afzondering van vrouwen uit het publieke leven kwam (en komt) voort uit het principe van "purdah" (letterlijk: voorhang). Purdah is belangrijk onderdeel van de "eer" van de vrouw, die geschonden wordt als ze te opvallend zichtbaar is. In de traditionele Indische maatschappij kwamen vrouwen van goede komaf slechts zelden buiten het huis. Jali's maakten het de vrouwen mogelijk vanuit het huis de buitenwereld te zien, zonder dat ze zelf gezien werden, zodat hun purdah niet geschonden werd. Ook tussen de vrouwenvertrekken en de delen waar de mannen woonden en gasten ontvingen ("mardana") werden jali's geplaatst. 
Stenen jali's zijn meestal uit een enkele dunne plaat van natuursteen vervaardigd. Vanwege de hoge kans dat het materiaal breekt, is voor het perforeren een grote vaardigheid vereist. Oorspronkelijk werden alleen zachte natuurstenen als marmer en zandsteen gebruikt. De vervaardiging van jali's uit hardsteen werd pas mogelijk na de uitvinding van het waterstraalsnijden aan het einde van de 20e eeuw, waarbij de gaten door een onder hoge druk staande waterstraal worden uitgeslepen.
Houten jali's vonden vooral toepassing in de huizen van rijke handelaren en grondbezitters ("haveli's"). Het centrum voor de houtbewerking in het India van de Late Middeleeuwen lag in Patan (Gujarat). In bosrijke gebieden als Kasjmir en Nepal was hout een traditioneel veelgebruikt bouwmateriaal. De ambachtslieden kopieerden zowel islamitische motieven en patronen als de motieven van hindoeistische of jainistische tempels. Overwegend werd cipres- of cederhout gebruikt. De meest gedetailleerde reliëfs werden gewoonlijk voor de ramen, deuren en erkers van de eerste verdieping van de haveli's geplaatst. Jali's en andere onderdelen werden zowel gemaakt door verschillende houtgedraaide onderdelen samen te voegen, als uit een enkele houten plaat vervaardigd.

## Jali's in de Indische tempelbouw

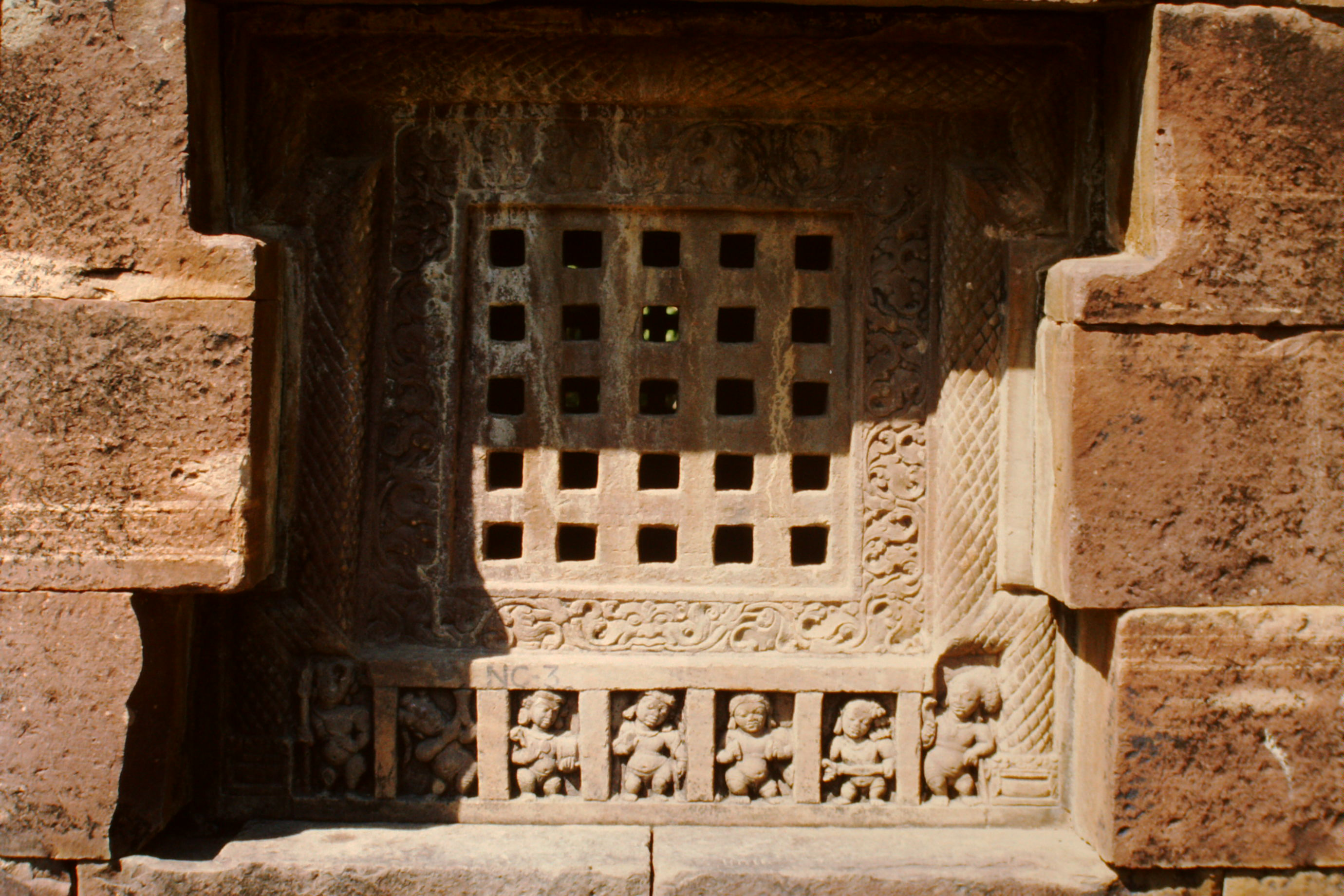
Stenen jali in de Parvatitempel van Nachna (Madhya Pradesh), tweede helft van de 5e eeuw.

De ontwikkeling van jali's in de Indische bouwstijl is terug te voeren tot de klassieke periode. Indische tempels uit de eerste eeuwen n.Chr. waren typisch opgebouwd rondom een kleine, vierkante cella, het zogenaamde "garbha griha". In deze donkere ruimte bevond zich een cultusbeeld of lingam met een altaar. Typisch zijn er, net als in een grot, geen ramen. Dit benadrukt de afscheiding van het heiligdom van het wereldse. In dezelfde periode hakten afzondering zoekende gemeenschappen van boeddhistische, jainistische of Ajivika-monniken om vergelijkbare redenen hun tempels ("chaitya's") en kloosters ("vihara's") uit in holen en grotten. De façade van een dergelijke grottempel kon, op de ingang na, van de buitenlucht worden gescheiden door uit het gesteente gehakte zuilen of stenen roosters, waarvan het uiterlijk misschien gebaseerd was op eerdere houten roosters.
De oudst bekende jali's bevinden zich in een 5e-eeuwse tempel in Aihole (Karnataka). Deze tempel, die tot de periode voor de Chalukya's behoort, heeft voor het donkere garbha griha een toegangshal ("mandapa"), waarvan de muren vensters bevatten, die met een simpele jali zijn afgesloten. Vergelijkbare jali's komen voor in de Shiva- en Parvatitempels van Nachna (Madhya Pradesh), die uit de tweede helft van de 5e eeuw (Guptaperiode) dateren. De jali's in deze tempels bestaan uit een simpel vlechtwerk van loodrecht op elkaar staande staven. Nieuw zijn voor de jali geplaatste twee verticale sierzuilen, die het geheel de suggestie van extra diepte geven. Dergelijke verfraaiingen verspreidden zich in de 7e en 8e eeuw onder invloed van de Chalukya's ook over het zuiden van India. Voorbeelden van de vroege Chalukya-architectuur zijn te vinden in Aihole, Pattadakal en Mahakuta. Behalve de mandapa's komen jali's ook voor in het garbha griha van deze tempels, waarin ze een spel van licht en schaduwen veroorzaken.

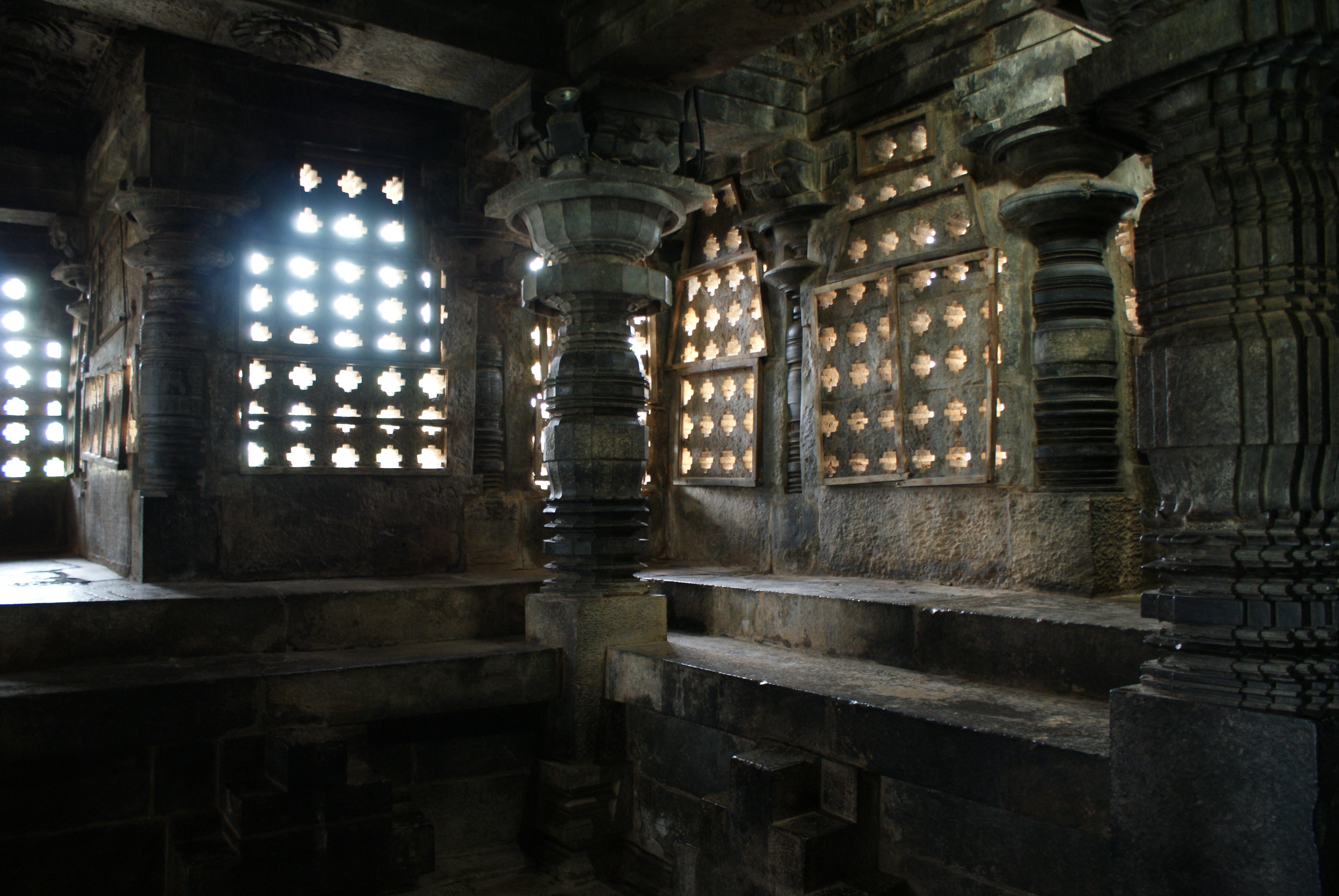
De aan Shiva gewijde Hoysaleshwaratempel van Halebid (zuiden van Karnataka) is een hoogtepunt van de Middeleeuwse Indiase bouwkunst. De jali's bestaan uit geometrische rasters met kruisvormige gaten. Samen met de brede, gedraaide zuilen imiteren ze het halfdonkere interieur van een kleine grot.

De uit een enkel stuk gesteente uitgehakte tempel "cave 15" in Ellora (Maharashtra), die uit de tweede helft van de 8e eeuw dateert, bezit grote jali's met roosters bestaande uit geometrische patronen. In Shravanabelagola (zuiden van Karnataka) bevindt zich een kleine jainistische tempel (Chandragupta Basti) met twee jali's die zijn gedecoreerd met plastische reliëfs, die scènes uit de levens van de jain-heilige Acharya Bhadrabahu en keizer Chandragupta Maurya voorstellen.
De jali's in dergelijke Indiase tempels dienen niet alleen ter decoratie en om een geringe hoeveelheid licht binnen te laten, maar ook om een sacrale sfeer te scheppen. Hoewel veel aspecten van de Indiase tempelbouwkunst werden overgenomen in Zuidoost-Azië, werd in de Middeleeuwse rijken van Angkor (grotendeels in het huidige Cambodja) en Champa (in het zuiden van Vietnam) de jali vervangen door dicht op elkaar geplaatste kleine zuilen. In de 11e- tot 13e-eeuwse tempels van Bagan (tegenwoordig in Centraal-Myanmar) komen wel jali's voor. In massieve tempels als Nagayon en Abeyadana Paya brengen ze enig licht in de donkere omgangen.

## Jali's in de Indo-Islamitische architectuur

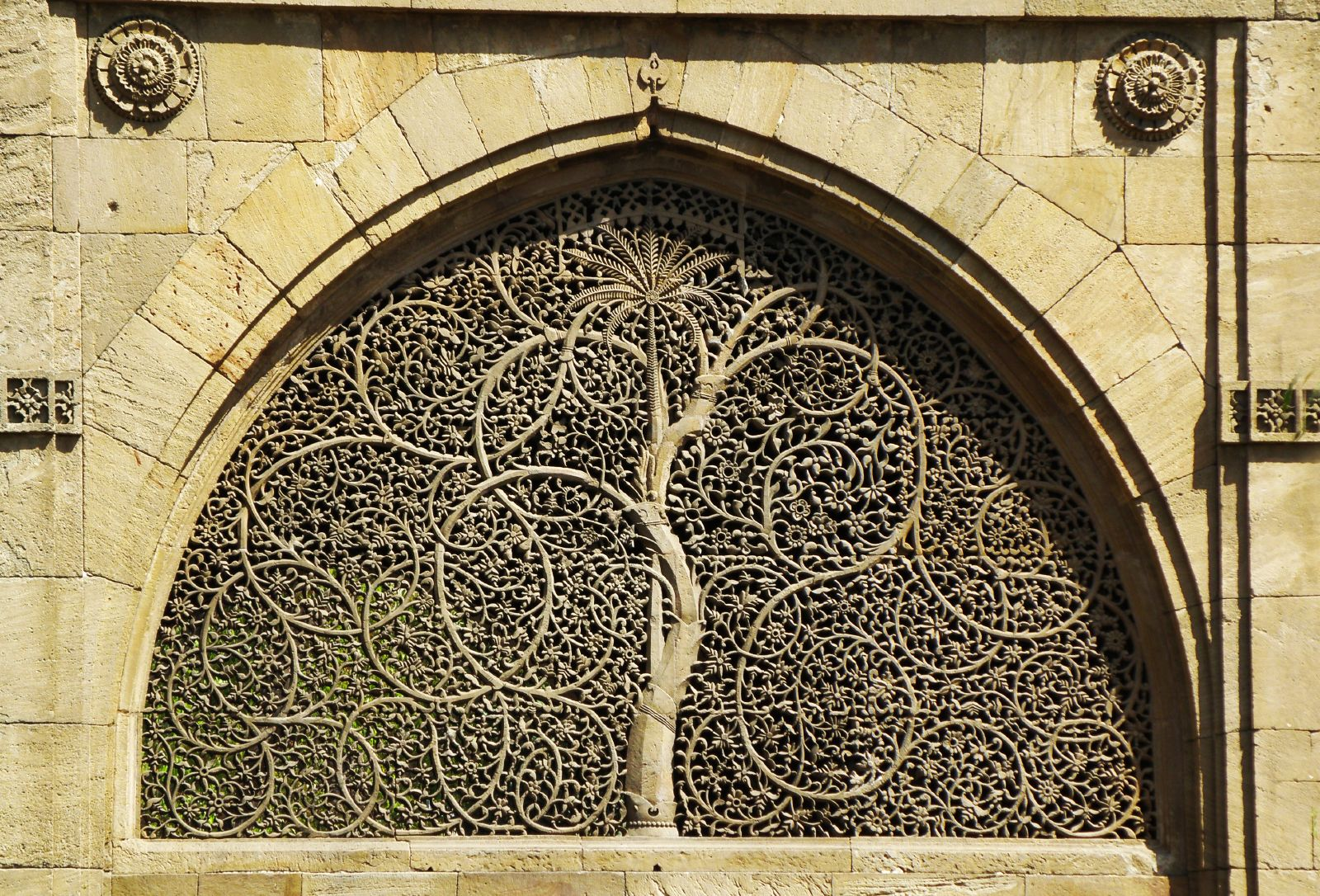
Zandstenen jali in een van de vijf lunettes in de westelijke muur van de 16e-eeuwse Sidi Sayedmoskee in Ahmedabad. Deze moskee is bekend om de bijzondere plantmotieven.

De komst van de islam in India bracht een wederzijdse beïnvloeding van de Indische en islamitische bouwstijlen. Er ontstond een unieke Indo-Islamitische bouwstijl, waarin jali's gebruikt werden in moskeeën en graftombes van heiligen of vorsten ("dargah"). In de Middeleeuwse islamitische architectuur van het Midden-Oosten waren reeds houten vensters bekend die "roshan" genoemd werden. Door wederzijdse beïnvloeding verschenen in de Arabische architectuur ook jali's, die daar "mashrabiya" genoemd worden.
De jali's uit de Indo-islamitische bouwkunst zijn groter en minder massief dan de jali's uit de Middeleeuwse Indische tempelbouw. Een bijzonder voorbeeld is te zien in de poort Badal Mahal in Chanderi, die rond 1450 werd gebouwd in het toenmalige sultanaat Malwa. De poort bestaat uit een dubbele boog en het bovenste deel van beide bogen is opgevuld met een vierdelige jali. Ze kan als voorloper van de Charminar in Haiderabad gezien worden, die in 1591-1592 gebouwd werd. De Charminar bestaat uit vier minaretten die door hoge balkons ("jharokha's") met elkaar verbonden zijn. Boven deze balkons bevinden zich twee verdiepingen met kleinere vensters, die met geometrische jali's afgedekt zijn. In de tombes van de Qutb Shahidynastie en de Mecca Mashid, ook in Haiderabad, komen ook jali's voor.

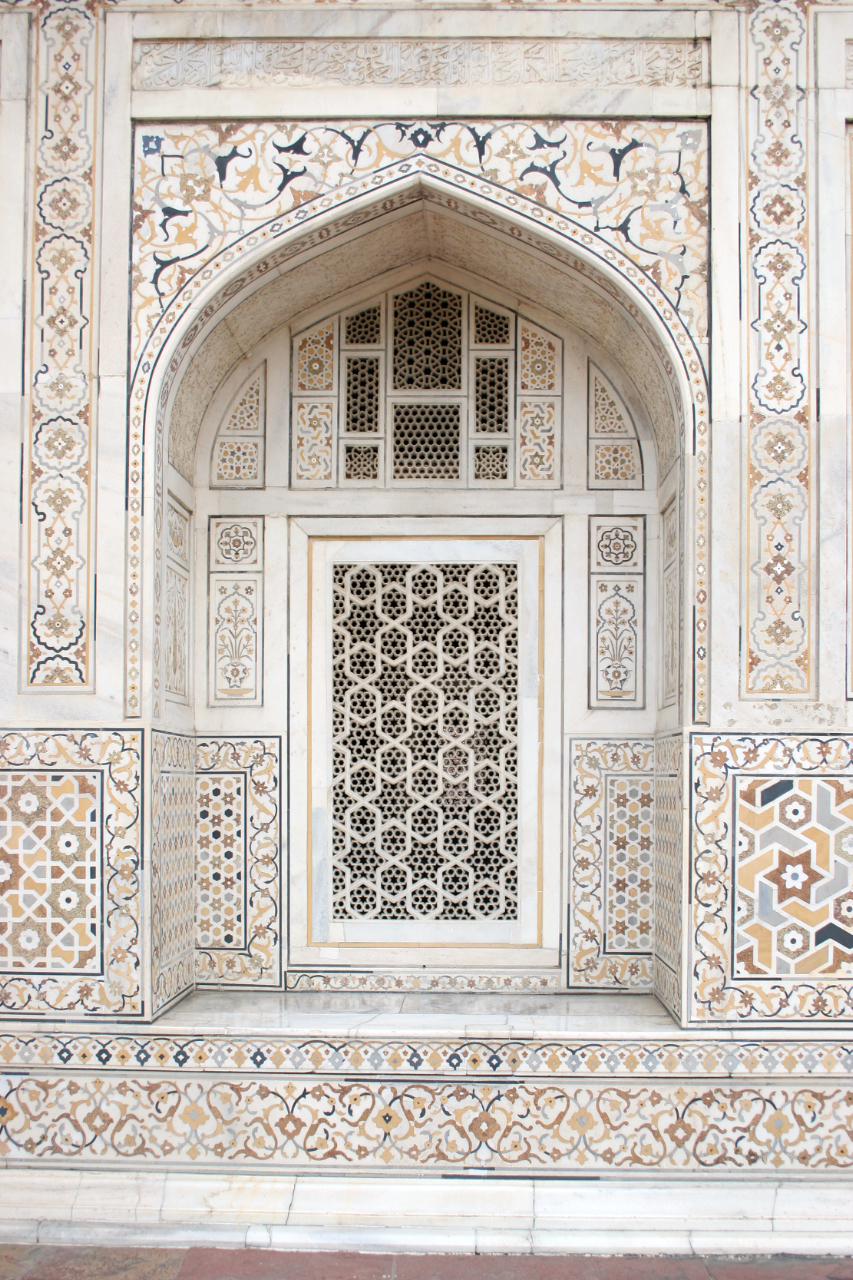
Een jali bestaande uit geometrisch roosterwerk in de Itimad ud-Daulah, het mausoleum van vizier Mirza Ghiyath Beg.

Een hoogtepunt in de Indo-Islamitische bouwkunst is de Sidi Sayedmoskee van Ahmedabad, die eveneens uit de 16e eeuw dateert. Deze kleine zandstenen moskee heeft aan drie zijden marmeren jali's met elegante plantmotieven. In het filigrane roosterwerk liggen kunstig bloemen en gebogen boomvormen verweven.

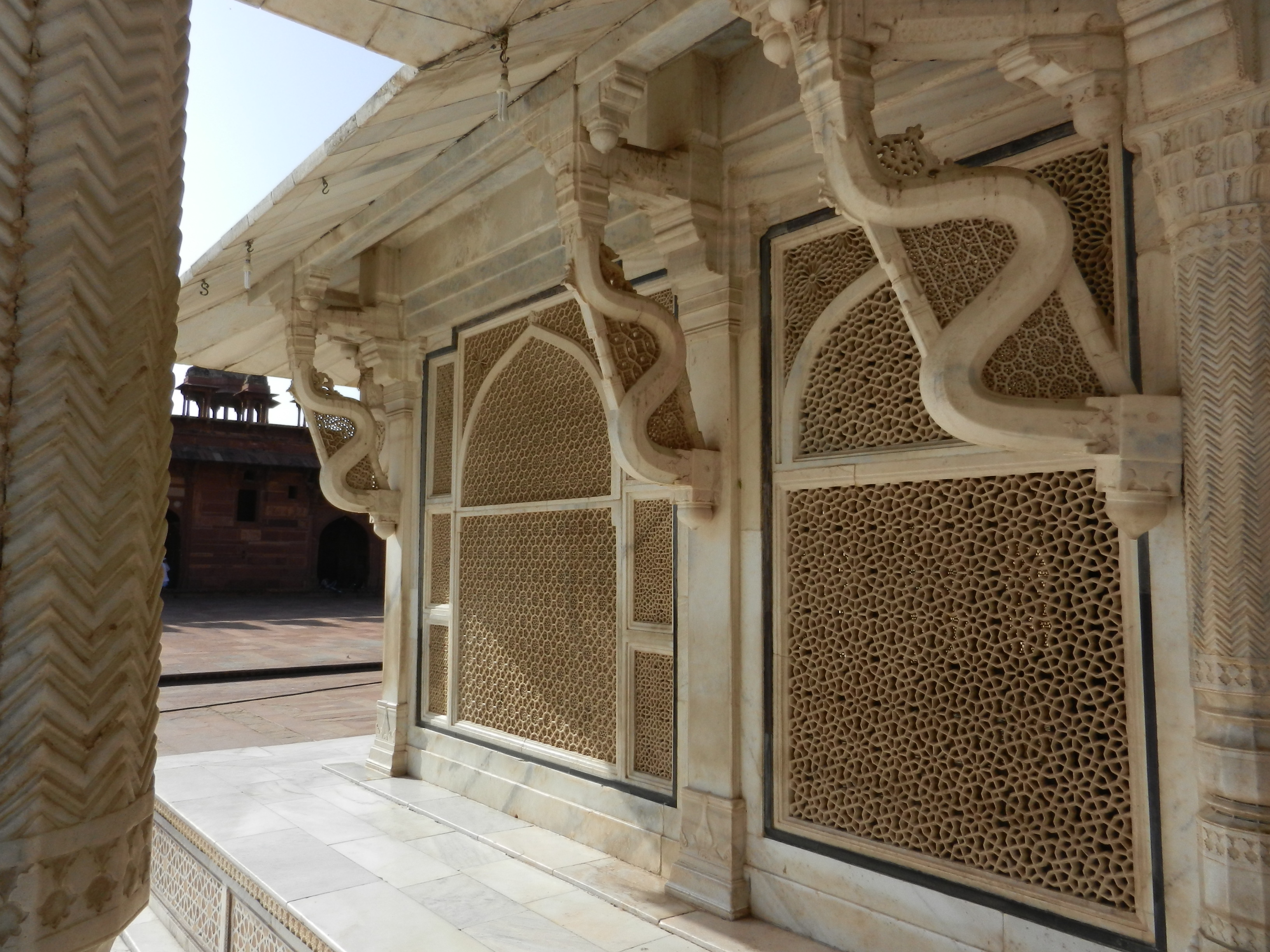
Witmarmeren jali's in het mausoleum van Salim Chishti in Fatehpur Sikri.

Het in opdracht van keizer Akbar tussen 1571 en 1580 gebouwde mausoleum van de soefiheilige Salim Chishti in Fatehpur Sikri bestaat geheel uit wit marmer. Het dak loopt ver door zodat de muren beschermd worden, die vrijwel geheel uit grote jali's bestaan. Ook in Akbars eigen mausoleum te Sikandra en andere bekende monumenten uit de Mogolperiode wordt deze techniek gebruikt. In de Taj Mahal (gebouwd tussen 1632 en 1648) bijvoorbeeld worden jali's gecombineerd met pietra dura, de techniek van het inleggen van marmer met kleurrijke halfedelstenen. Pietra dura was typisch voor de 17e-eeuwse Mogolstijl, die onder grotere invloed van de Perzische architectuur stond dan eerder het geval was.

## Jali's in de seculiere architectuur
Behalve ter decoratie of het scheppen van een sacrale sfeer in religieuze architectuur komen jali's ook in seculiere Indische architectuur voor. In woningen en paleizen worden ze gebruikt om te beschutten voor zon of wind en inkijk te voorkomen.

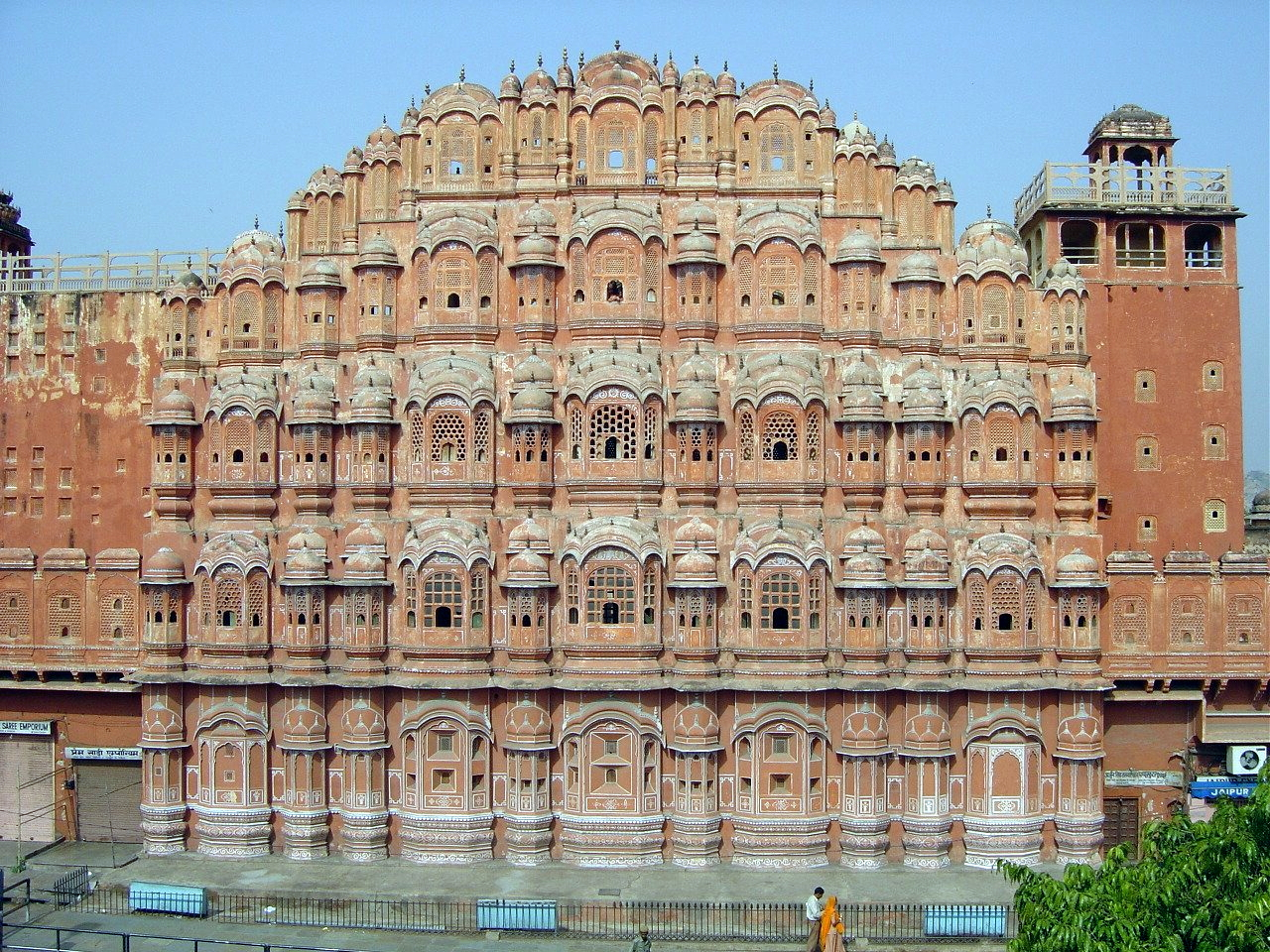
De gevel van de Hawa Mahal in Jaipur bestaat geheel uit kleine erkers met jali's, die de vrouwen van de maharadja de mogelijkheid gaven de straat te bekijken zonder dat hun purdah ("eer") geschonden werd.

In de paleizen van Rajasthan worden zandstenen jali's gebruikt om uitgebreide zemana's van de buitenwereld te scheiden. Achter de jali's werden vaak vazen met planten geplaatst, die symbool stonden voor vruchtbaarheid. Een zeer bekend voorbeeld van architectuur voor het observeren van de buitenwereld door de vrouwen in een zenana is de Hawa Mahal (het "paleis der winden", gebouwd in 1799) in Jaipur. De gehele façade van het gebouw bestaat uit nauw op elkaar gebouwde kleine erkers, die uit de gevel naar voren springen en door jali's een goed overzicht over de straat beneden bieden. Het gebouw dankt zijn naam waarschijnlijk aan het feit dat de jali's de wind doorlaten. De Hawa Mahal had geen andere functie dan het observeren van de straat: de woonvertrekken bevinden zich in andere, tot hetzelfde complex behorende gebouwen.
Uit de 18e en 19e eeuw werden met name in het westen van India houten jali's gebruikt in de huizen ("haveli's") van rijke handelaren en landeigenaren. Het hete, droge klimaat van Rajasthan en Gujarat maakt dat de huizen van de bovenklasse hier gebouwd zijn met dikke, stenen muren en binnenhoven, waardoor de hitte zoveel mogelijk buiten gehouden werd. In uit de gevel springende erkers ("jharokha's") konden de jali's overdag met houten luiken afgesloten worden om de hitte buiten te houden, en 's nachts geopend worden om koele lucht binnen te laten.

## Moderne toepassing

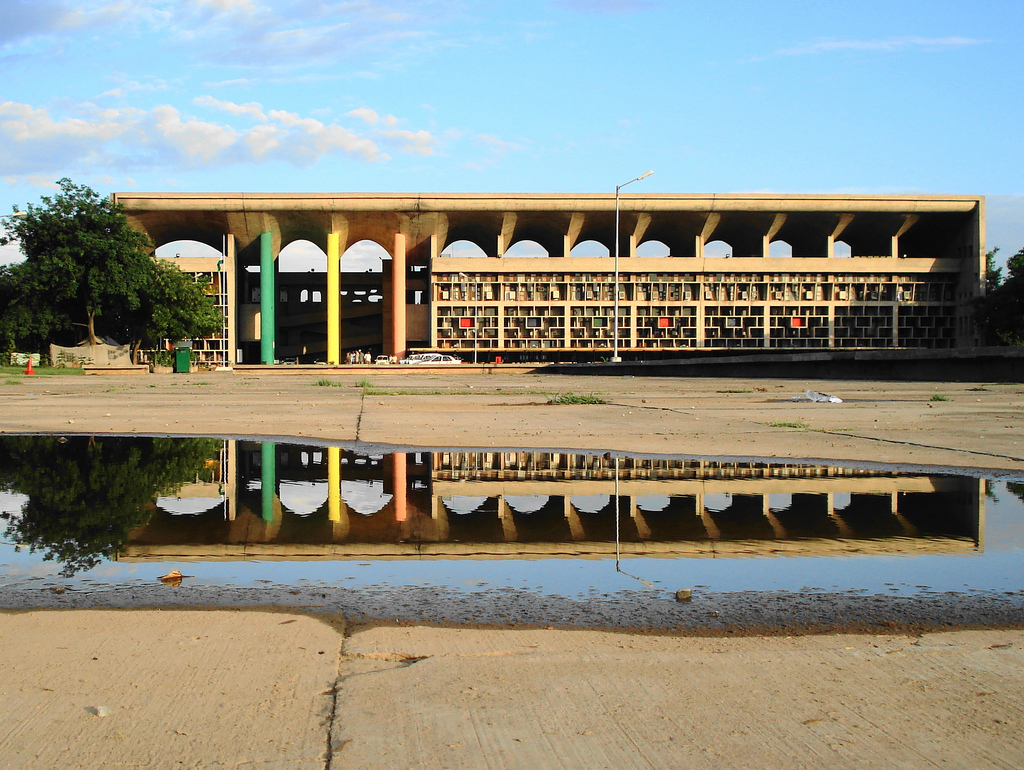
Het gerechtshof van Chandigarh, ontworpen door Le Corbusier. De betonnen mazen voor de gevel dienen een vergelijkbare functie als jali's.

Enkele bekende architecten van de 20e eeuw gebruikten in hun ontwerpen traditionele Indische elementen zoals jali's, zonweringen ("chujja's") en balkons ("jharokha's"). De Zwitsers-Franse architect Le Corbusier gebruikte hetzelfde principe in zijn ontwerpen van gebouwen in Chandigarh, zoals het paleis van justitie van de stad (voltooid in 1955). Betonnen raamwerken voor de gevel zorgen voor schaduw en laten wind door ter verkoeling van het gebouw.
Een stroming binnen de Indiase moderne architectuur gebruikt sinds de tweede helft van de 20e eeuw op traditionele architectuur gebaseerde vormelementen niet slechts ter decoratie, maar ook in functionele zin. De architect Raj Rewal zette in zijn ontwerpen van appartementengebouwen uit bruin beton gevormde schaduwelementen in rasters voor de gevel van het gebouw, die vergelijkbaar met jali's de functie hebben schaduw te scheppen. 
De Engels-Indiase architect Laurie Baker combineerde deze traditie met een kostenarme bouwwijze. In zijn ontwerpen voor sociale woningbouw worden bakstenen muren onderbroken door openingen die de wind doorlaten en in het gebouw een opvallend spel van licht en schaduw creëren.